# 江本純子
江本 純子（えもと じゅんこ、1978年12月22日 - ）は、日本の劇作家、演出家、女優。千葉県出身。立教大学文学部卒業。大学の学生劇団を経て、2000年9月に町田マリーと共に劇団毛皮族を結成。毛皮族（劇団、江本純子）のすべての公演の脚本、演出を手がけている。所属事務所はマッシュ。160cm。O型。
2004年4月25日、コロムビアミュージックエンタテインメントからCDシングル『ワンダフルワールドロケンロール〜毛皮の聖獣学園天国〜』として、2009年には女性脚本家ユニット『美脚連』として着うたで、歌手デビューも果たしている。
2025年、『真夜中に寂しくなったときに観たい演劇』の上演用台本で第1回永井荷風文学賞候補。

## 脚本・演出

### テレビドラマ
- 栞と紙魚子の怪奇事件簿 第4・8話（2008年、日本テレビ） - 脚本
- 東京少女（BS-i） - 脚本
  - 東京少女山下リオ 第4話「タイマン少女」（2008年4月26日）
  - 東京少女水沢エレナ 第5話「マイ・フェア・エレナ」（2008年5月31日）
  - 東京少女桜庭ななみ 第3話「おウチに帰れない」（2008年6月21日）
  - 東京少女大政絢 第3話「恋忍者☆服部絢蔵」（2008年7月19日）
  - 東京少女岡本杏里 第3話「私の唇バニラ味」（2008年8月16日）
  - 東京少女瓜生美咲 第4話「ロミオと美咲」（2008年9月27日）
  - 東京少女草刈麻有 第3話「ウィーアーダンス」（2008年10月18日）
- 家族八景 Nanase,Telepathy Girl's Ballad 第4話（2012年、MBS） - 脚本

### 舞台
- 毛皮族全公演（2000年 - ） - 作・演出
- 劇団、江本純子 / 財団、江本純子全公演（2009年 - ） - 作・演出
- アメリカ現代戯曲ドラマリーディング「アクト・ア・レディ〜アメリカ 中西部ドラッグショー」（2006年） - 演出・出演
- 「官能教育 -官能をめぐるリーディング- 江本純子×上杉清文」（2011年） - 構成・演出
- 四つ子「四つ子の宇宙」（2011年） - 作・演出・出演
- 「女の平和」（2011年） - 作・演出
- 「ライチ☆光クラブ」（2012年） - 作・演出
- 「ドブ、ギワギワの女たち」（2013年） - 作・演出
- 乃木坂46公演「16人のプリンシパル」（2013年） - 脚色・演出
- 演劇女子部「ネガポジポジ」（2016年） - 作・演出
- ジュンコエモト「真夜中に寂しくなったときに観たい演劇」（2025年公演予定） - 作・演出・出演[2]

### 映画
- 非女子図鑑「魁!!みっちゃん」（2009年5月30日公開）
- 過激派オペラ（2016年10月1日公開） - 監督[3]
- 愛の茶番（2024年12月7日） - 監督・出演[4]

## 出演

### テレビドラマ
- 劇団演技者。「インテリジェンス」（2006年、フジテレビ） - 明美さん 役
- 2ndハウス（2006年、テレビ東京）
- ケータイ刑事 銭形命 第10話（2009年9月5日、BS-TBS） - 江本純子（本人） 役
- 歓喜の歌（2008年9月7日、北海道テレビ放送）
- 桂ちづる診察日録 第10話（2010年11月13日、NHK総合）
- 臨死!!江古田ちゃん（2011年、日本テレビ） - 友人M 役
- 都市伝説の女 Part2 第4話（2013年11月1日、テレビ朝日） - 奥田緑 役
- 花咲くあした（2014年、NHK BSプレミアム） - 明美ママ 役

### 映画
- ずべ公同級生（2004年）
- 下妻物語（2004年）
- 恋の門（2004年） - 佐良岸美 役
- 姑獲鳥の夏（2005年）
- 嫌われ松子の一生（2006年）
- 東京タワー 〜オカンとボクと、時々、オトン〜（2007年） - 風俗嬢C役
- 歓喜の歌（2008年） - 岩瀬理恵 役
- ドモ又の死（2008年）
- 激情版 エリートヤンキー三郎（2009年）
- USB（2009年） - あや 役
- ボーイズ・オン・ザ・ラン（2010年）
- 五億円のじんせい（2019年7月20日公開、ムン・ソンホ監督） - 千春の母親 役

### 舞台
- アメリカ現代戯曲ドラマリーディング「アクト・ア・レディ〜アメリカ 中西部ドラッグショー」
- 歌だ!祭りだ!〜BS-TBSサマーパーティーin赤坂BLITZ!ファン感謝祭歌謡祭〜（2009年8月27日）
- 劇団、江本純子「常に最高の状態」（2009年）
- 「ドブ、ギワギワの女たち」作・演出・出演（2013年3月29日 - 4月1日、AiiA Theater Tokyo）
- 演劇女子部「一枚のチケット～ビートルズがやって来る～」（2017年）

### バラエティ番組
- 未来創造堂（日本テレビ、2007年1月12日）

## 著作
- 小説
  - 『股間』リトルモア（2006年）
- DVD
  - スーパーヒッツ・ダンスコレクション〜カラオケ汗燦々〜（2006年、コロムビアミュージックエンタテインメント）
  - 江本純子、町田マリー、田口トモロヲ、澤田育子、毛皮族、小林顕作『毛皮族の「天国と地獄」』（2007年、コロムビアミュージックエンタテインメント）